# Slowakische Bischofskonferenz

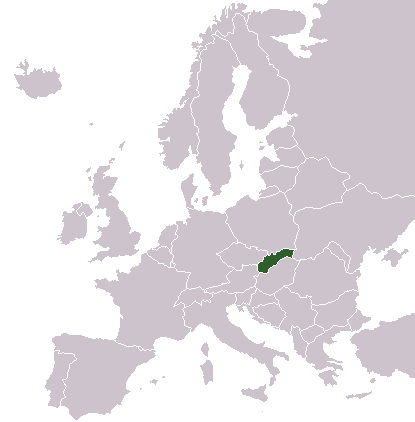
Slowakei

Die Slowakische Bischofskonferenz (slowakisch Konferencia biskupov Slovenska (KBS)) wurde am 23. März 1993, auf Antrag der Bischöfe der Slowakei und nach der Genehmigung durch den Heiligen Stuhl am 23. März 1993 gegründet. Der Hauptsitz der Bischofskonferenz ist in Bratislava. Sie ist Mitglied im Rat der europäischen Bischofskonferenzen (CCEE) und entsendet einen Vertreter in die Kommission der Bischofskonferenzen der Europäischen Gemeinschaft (COMECE).

## Aufgabenstellung
Die KBS ist eine ständige Institution und die Versammlung der Bischöfe der Slowakei. Die Bischofskonferenz sieht ihren Aufgabenschwerpunkt in der Erfüllung der Seelsorgeaufgaben, die für die Gläubigen in der Slowakei erfüllt werden soll. Auf der Grundlage des Codex Iuris Canonici (CIC 447 ff.) soll dem Volk ein Apostolat angeboten werden, welches sich an den Umständen der Zeit ausrichtet und den Normen des Rechts angepasst sein soll.

## Arbeitsweise
Im Aufgabenspektrum der KBS arbeiten einzelne Kommissionen und Ausschüsse, die sich umfassend um die Tätigkeit der Kirche in ihrem Inneren, sowie auch in der Beziehung der Kirche zur Gesellschaft und um Verbreitung christlicher Werte auf jedem Gebiet des Lebens bemühen.
In die episkopale Gemeinschaft der slowakischen Hierarchie gehören auch emeritierte Bischöfe, wie auch Bischöfe, die außerhalb der Slowakei geweiht wurden und weiter im Ausland tätig sind oder waren.

## Präsidium und Mitglieder
Präsident ist seit Oktober 2022 Bernard Bober, Erzbischof von  Košice, des Weiteren arbeiten in der Bischofskonferenz drei Erzbischöfe und zwölf Bischöfe mit, die in den Kommissionen und Ausschüssen als Präsidenten oder Vorsitzende tätig sind.

## Bischöfliche Kommissionen und Ausschüsse
Die vier Kommissionen sind:
- Liturgische Kommission
- Kommission für den Klerus
- Theologische Kommission
- Kommission für die Katechese und Glauben

Insgesamt sind achtzehn Ausschüsse eingesetzt, in denen z. B. folgende Themenbereiche beraten und bearbeitet werden: Kommunikation, Laienarbeit, Ökumene, Migration und Migranten, Mission, Pax Christi, Pastorale Aufgaben, Geschichte und Wirtschaftsfragen.